# Buen día (Uruguay)
Buen día fue un programa de televisión uruguayo de género magacín periodístico emitido por Canal 4 y presentado inicialmente por Claudia García luego por Jaime Clara y hasta por Marcelo Irachet. Se estrenó el día 23 de marzo del año 2020, y se terminó el 14 de julio de 2023. 
Se emitió de lunes a viernes desde las 8:00 a las 10 a. m.
El programa es la secuela de Buen día Uruguay, también magacín matutino conducido en su última etapa por Soledad Ortega, Christian Font y Leonardo Lorenzo, y en sus primeras etapas por este último, Verónica Peinado, Adriana Da Silva, y Sara Perrone. Se emitió desde 1998 hasta 2020, tres días antes del estreno de Buen día.

## Programa
El programa se estrenó el día lunes 23 de marzo del año 2020, exactamente tres días después de la finalización de su antecesor Buen día Uruguay.  
Se emitió de lunes a viernes desde las 08:00 hasta las 10:00 de la mañana, teniendo 120 minutos al aire por programa, con comerciales. 
El mismo, marcó la vuelta de Claudia García a la televisión, luego de su despedida de la conducción del noticiero Telemundo de Teledoce, en 2019.
Al mismo tiempo, marcó el regreso a la pantalla del doctor Daniel Nogueira, y el traspaso de canal del comunicador Martín Fablet.
Además fue el regreso al canal de Jimena Sabaris, Daro Kneubulher y Magdalena Prado.
En el 2021, fue despedida la panelista Magdalena Prado, debido a una "reestructura general" del equipo del canal.
El 31 de diciembre del mismo año, se retiró de la conducción del programa la comunicadora Claudia García, debido a motivos personales.
Fue reemplazada en la temporada de verano por la presentadora Adriana Da Silva.
Se sumaron al panel Diana Piñeyro y Leonardo Pedrouza. 
Finalmente, el periodista Jaime Clara llegó a la conducción del programa en el mes de marzo de 2022.
A comienzos del 2023, Jaime Clara abandonó la conducción para asumir su nuevo rol de presentador en la edición central de Telenoche, siendo reemplazado por Martin Fablet por unos meses, hasta que el lunes 3 de abril lo reemplazó e hizo su debut en el programa como conductor Marcelo Irachet, quien se despidió del noticiero luego de 32 años.

## Equipo

### Conducción
- Claudia García (2020 - 2021)
- Jaime Clara (2022)
- Marcelo Irachet (2023)

### Panel
- Jimena Sabaris (2020 - 2023)
- Daniel Nogueira (2020 - 2023)
- Daro Kneubuhler (2023)
- Diana Piñeyro (2022 - 2023)
- Leonardo Pedrouza (2022 - 2023)
- Magdalena Prado (2020 - 2021)
- Martín Fablet (2020 - 2023)